# Starohorský potok
Starohorský potok – potok, dopływ rzeki Bystrica na Słowacji. Jest ciekiem IV rzędu i ma długość 17,4 km.
Potok wypływa na wysokości około 1060 m na południowych stokach szczytu Zwoleń w Wielkiej Fatrze, w obrębie miejscowości Donovaly, Spływa w kierunku południowo-zachodnim przez miejscowości Motyčky i Staré Hory. W tej ostatniej miejscowości zmienia kierunek na południowy. W należącym do Bańskiej Bystrzycy osiedlu Uľanka na wysokości 410 m uchodzi do Bystricy.
Dolina Starohorskiego potoku (Starohorská dolina) oddziela Wielką Fatrę od Starohorskich Wierchów. Prowadzi nią droga nr 59 oraz granica Parku Narodowego Wielka Fatra i obszaru ochronnego tego parku.
W miejscowości Staré Hory znajduje się na Starohorskim potoku zapora wodna i elektrownia.
Główne dopływy:
- prawostronne: potok z Mackovej doliny, potok Šturec, Chladná z Hornojelenskej doliny, Ramžiná, potok spod Japeňa, potok z Andrášovej doliny
- lewostronne: potok z Môcovskiej doliny, z Bukovskiej doliny, Jelenský potok, potok z doliny Haliar, Richtársky potok, Zelená, Zlatý potok i potok spod Končitého vrchu

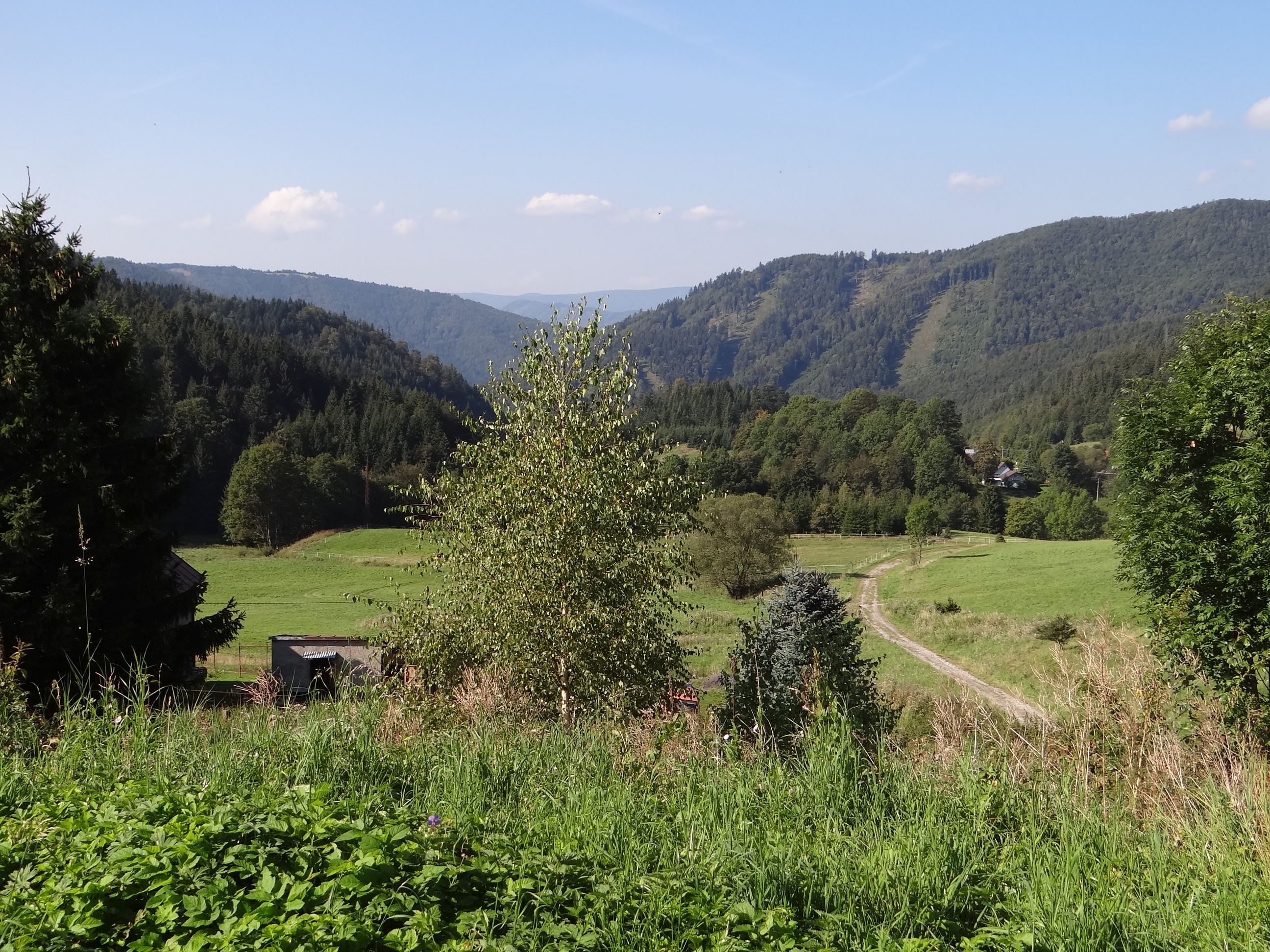
Górna część doliny Starohorskiego Potoku
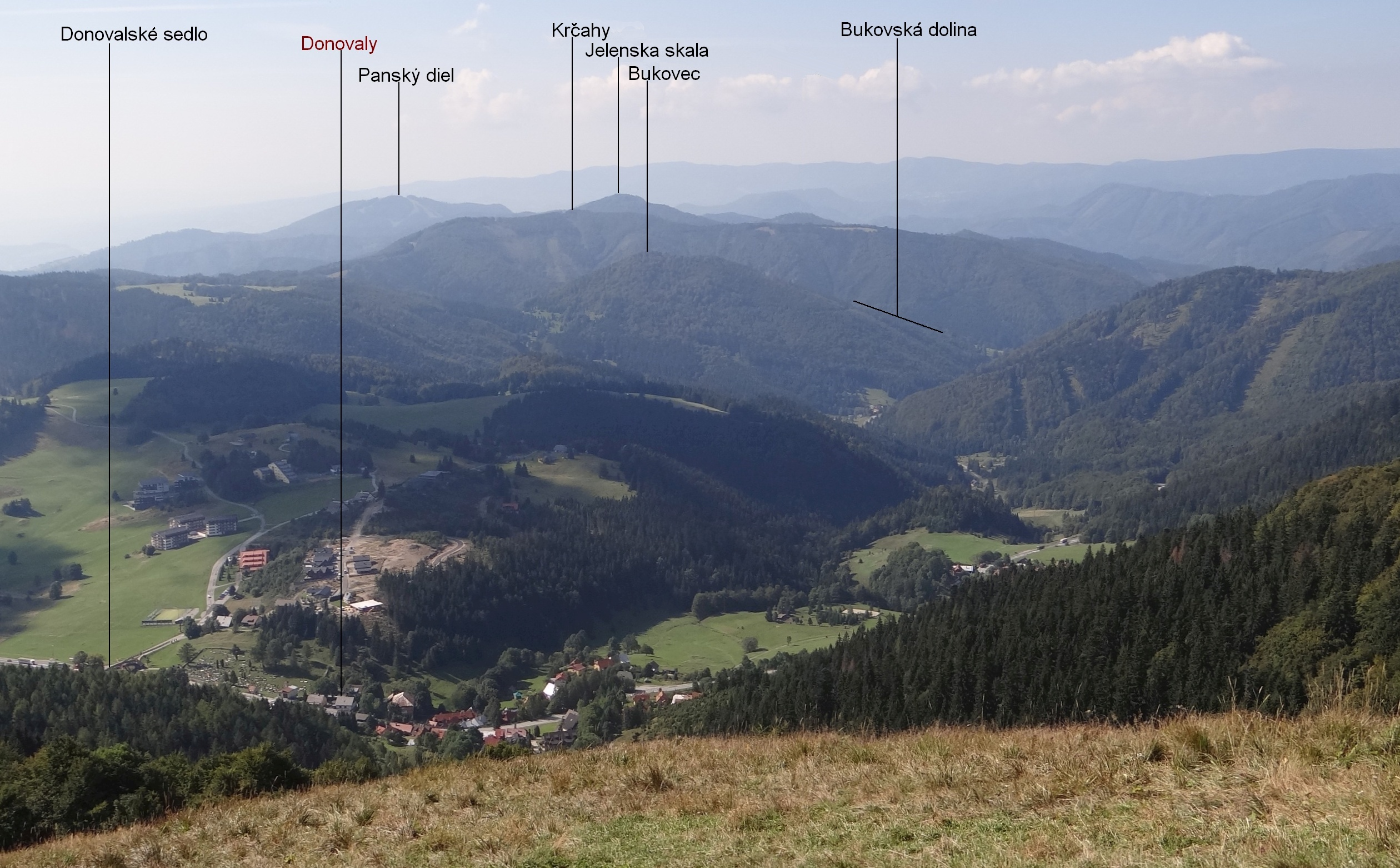
Widok z Novej hoľi na dolinę Starohorskiego potoku
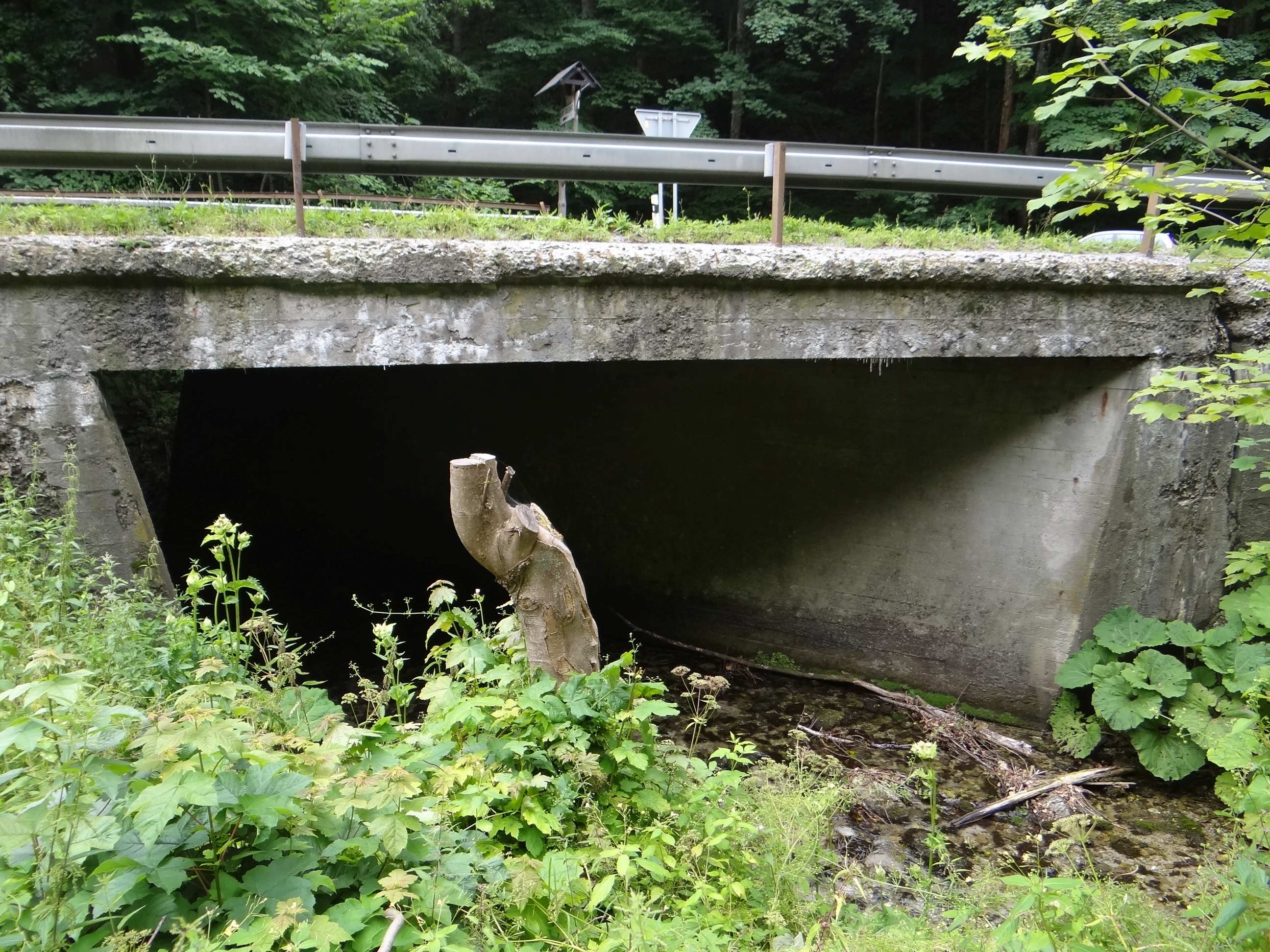
Starohorský potok w Dolnym Jelencu
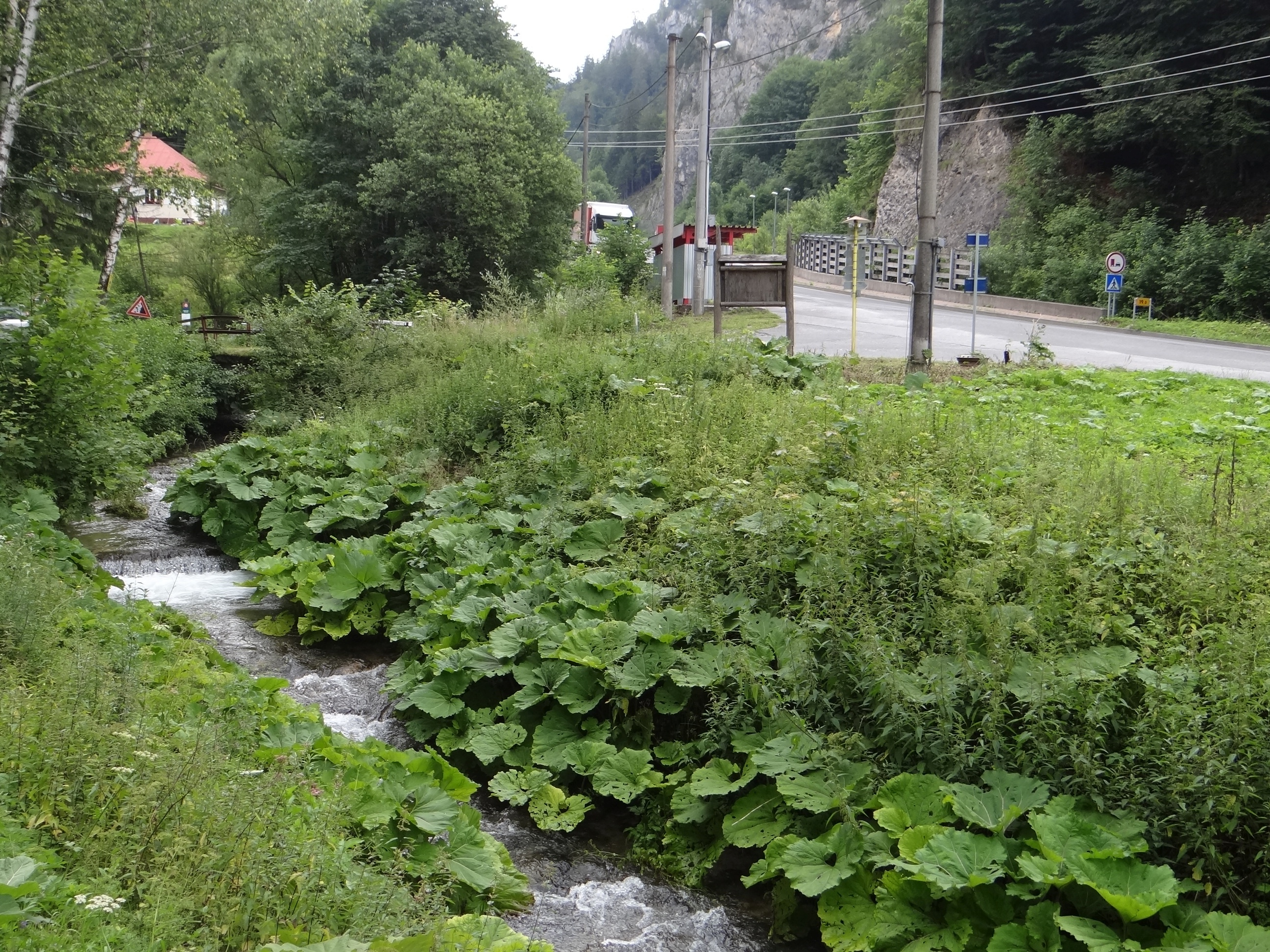
Starohorský potok w Hornym Jelencu